# Conde de Suffolk

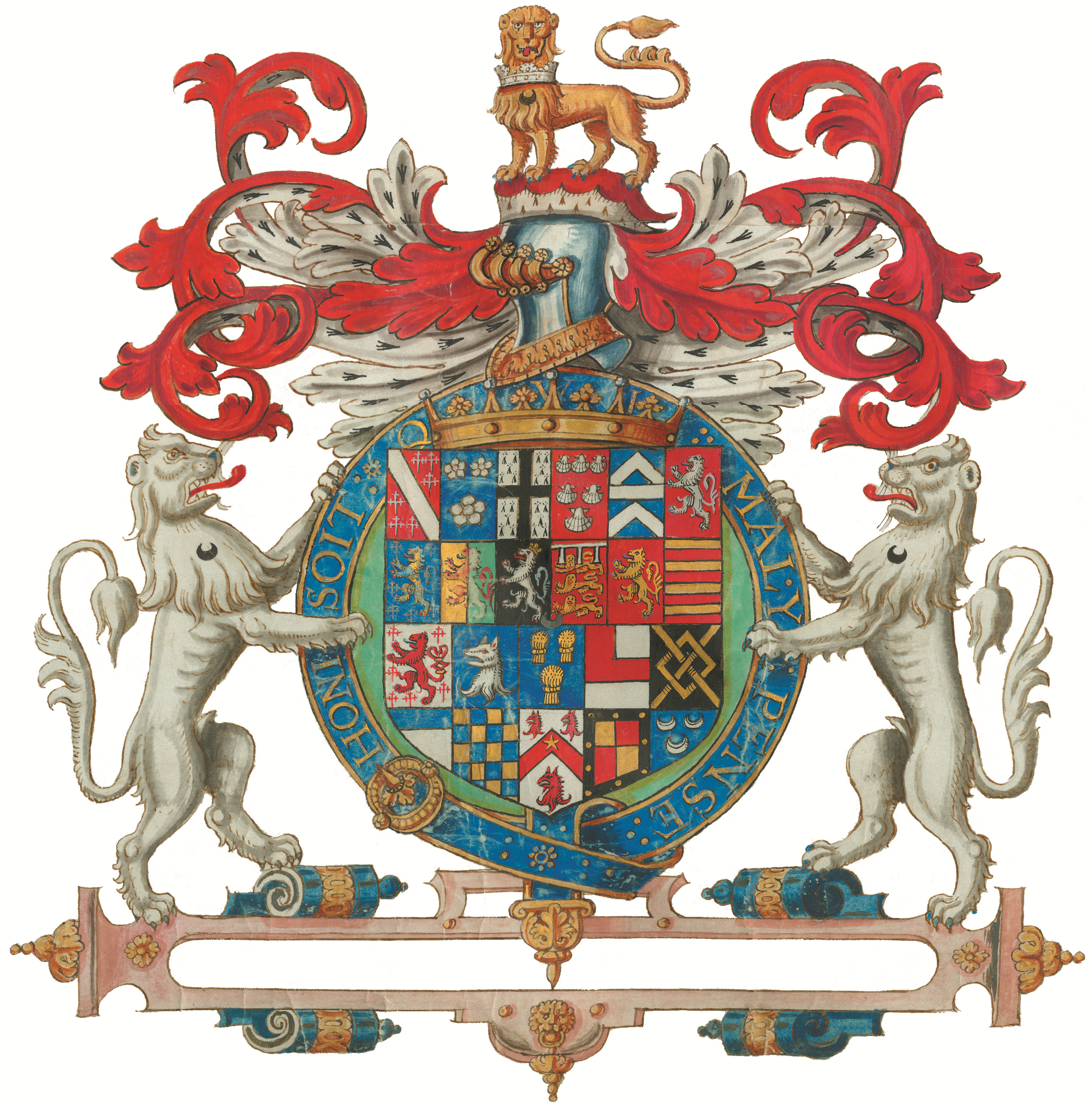
Conquista heráldica de 22 quartos de um Howard Conde de Suffolk e Cavaleiro da Jarreteira (portanto, possivelmente 1.º, 2.º ou 12.º Conde)

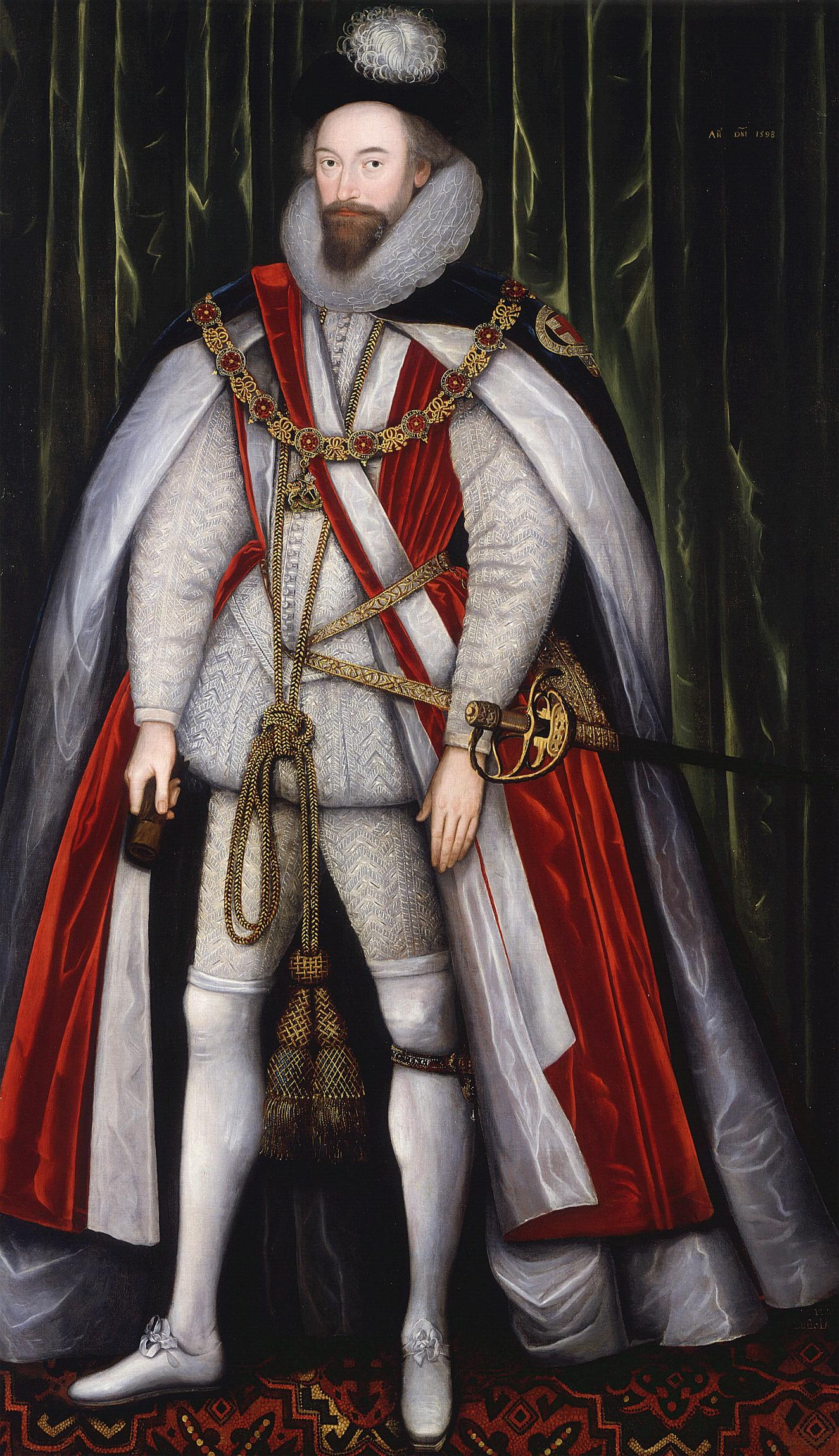
Thomas Howard, 1.º Conde de Suffolk

Conde de Suffolk é um título que foi criado quatro vezes no Pariato da Inglaterra . A primeira criação, juntamente com a criação do título de Conde de Norfolk, ocorreu antes de 1069 em favor de Ralph, o Staller; mas o título foi perdido por seu herdeiro, Ralph de Gael, em 1074. A segunda criação ocorreu em 1337 em favor de Robert de Ufford; o título foi extinto com a morte de seu filho, o segundo conde, em 1382. A terceira criação ocorreu em 1385 em favor de Michael de la Pole.  A quarta criação foi em 1603 para Lorde Thomas Howard, o segundo filho de Thomas Howard, 4.º Duque de Norfolk, com sua segunda esposa Margaret Audley, filha e eventual única herdeira de Thomas Audley, 1.º Barão Audley de Walden, de Audley End na paróquia de Saffron Walden em Essex. Howard foi um proeminente comandante naval e político e serviu como Conde Marechal, como Lorde Camareiro da Casa Real e como Lorde Alto Tesoureiro. Em 1597, ele foi convocado ao Parlamento como Barão Howard de Walden e, em 1603, foi ainda mais homenageado, no início do reinado do Rei Jaime I, quando foi criado Conde de Suffolk. Seu segundo filho, o honrado Thomas Howard, foi criado conde de Berkshire em 1626.
Lorde Suffolk foi sucedido por seu filho mais velho, o segundo conde. Em 1610, ele já havia sido convocado para a Câmara dos Lordes por meio de um mandado de aceleração do título júnior de seu pai, Barão Howard de Walden. Mais tarde, ele serviu como Capitão da Honorável Banda de Cavalheiros Pensionistas e como Lorde Guardião dos Cinque Ports. Após sua morte, os títulos passaram para seu filho mais velho, o terceiro conde. Ele foi Lord-Lieutenant de Suffolk e Cambridgeshire. Lorde Suffolk não teve filhos homens e, após sua morte em 1689, a baronia de Howard de Walden caiu em suspenso entre suas filhas (veja o Barão Howard de Walden para a história posterior deste título). Ele foi sucedido no condado por seu irmão mais novo, o quarto conde. Ele não tinha filhos e, após sua morte, o título passou para seu irmão mais novo, o quinto conde. Ele foi sucedido por seu filho, o sexto conde. Ele foi um político e serviu como Primeiro Lorde do Comércio. Em 1706, três anos antes de suceder seu pai, ele foi elevado ao título de Pariato da Inglaterra por direito próprio como Barão Chesterford, no Condado de Essex, e Conde de Bindon, no Condado de Dorset. Seu filho, o sétimo conde, foi lord-lieutenant de Essex e também é lembrado como o dono do escravo Cipião Africano. O conde não tinha filhos e, com sua morte prematura em 1722, a baronia de Chesterford e o condado de Bindon foram extintos.
Ele foi sucedido no condado de Suffolk por seu tio, o oitavo conde. Ele morreu solteiro e foi sucedido por seu irmão mais novo, o nono conde. Sua esposa Henrietta Howard, Condessa de Suffolk, foi amante do Rei George II . Com a morte de Lord Suffolk, os títulos passaram para seu filho, o décimo conde. Ele representou Bere Alston na Câmara dos Comuns . Ele não tinha filhos e, com sua morte, a linhagem do filho mais velho do primeiro conde desapareceu. O condado foi herdado pelo primo de terceiro grau do falecido conde, o quarto conde de Berkshire, que também se tornou o 11.º conde de Suffolk (veja Conde de Berkshire para a história anterior deste ramo da família). Ele foi sucedido por seu neto, o décimo segundo conde (filho de William Howard, Visconde de Andover). Ele foi um político e serviu como Lorde do Selo Privado e como Secretário de Estado do Departamento do Norte . Após sua morte, os títulos passaram para seu filho póstumo, o 13.º Conde. Ele morreu ainda criança e foi sucedido por seu tio-avô, o 14.º Conde. Ele era o terceiro filho do 11º conde. Ele foi membro do Parlamento por Castle Rising, Malmesbury e St Michael's. Com sua morte em 1783, a linhagem do quarto filho do primeiro conde de Berkshire falhou.
O falecido conde foi sucedido por seu primo de terceiro grau, o 15.º conde. Ele era bisneto do Coronel, o Hon. Philip Howard, sétimo filho do primeiro Conde de Berkshire. Lord Suffolk e Berkshire foi um general do Exército. Após sua morte, os títulos passaram para seu filho, o 16º Conde. Ele representou Arundel na Câmara dos Comuns. Seu filho, o 17.º conde, foi membro Whig do Parlamento por Malmesbury. Quando ele morreu, os títulos passaram para seu filho, o 18º Conde. Ele representou Malmesbury no Parlamento como Liberal. Ele foi sucedido por seu filho, o 19º Conde. Ele foi morto em ação na Primeira Guerra Mundial. Seu filho mais velho, o 20.º conde, era especialista em desarmamento de bombas. Ele foi morto em 1941 enquanto tentava desarmar uma bomba não detonada e foi condecorado postumamente com a Cruz de Jorge. De 1941 a 2022, os títulos foram detidos por seu filho mais velho, o 21º Conde, que quando jovem o sucedeu após a morte de seu pai.
O 22.º e atual Conde de Suffolk, Alexander Charles Michael Winston Robsahm Howard, nasceu em 1974 e estudou na Universidade de Bristol. Em 2011, ele se casou com Victoria Hamilton, filha de James Hamilton, com quem tem três filhos. O herdeiro aparente é seu único filho, Arthur Charles Alexander Howard, Visconde de Andover (nascido em 2014). Eles também têm duas filhas, mas se divorciaram em 2018.
A sede da família é Charlton Park, próximo a Malmesbury, Wiltshire.

## Condes de (Norfolk e) Suffolk, primeira criação
- Ralph, o Staller, 1.º conde de Norfolk e Suffolk (c. 1011 – 1068)
- Ralph de Gael, 2.º conde de Norfolk e Suffolk (c. 1040 – c. 1096) (perda em 1074)

## Condes de Suffolk, segunda criação (1337)
- Robert de Ufford, 1.º Conde de Suffolk (1298–1369)
- William de Ufford, 2.º conde de Suffolk (1330–1382)

## Condes de Suffolk, terceira criação (1385)
- veja o Duque de Suffolk (criação de 1448)
- perder 1504

## Outros títulos de Suffolk (século XVI)
Durante o século XVI, o título Duque de Suffolk foi criado duas vezes: 1514 (3 duques; extinto em 1551) e 1551 (1 duque; perdido em 1554).

## Condes de Suffolk, quarta criação (1603)
- Thomas Howard, 1.º Conde de Suffolk (1561–1626)
- Theophilus Howard, 2.º conde de Suffolk (1584–1640)
- James Howard, 3.º conde de Suffolk (1620–1689)
- George Howard, 4.º conde de Suffolk (1624–1691)
- Henry Howard, 5.º conde de Suffolk (1627–1709)
- Henry Howard, 6.º conde de Suffolk, 1.º conde de Bindon (1670–1718)
- Charles William Howard, 7.º conde de Suffolk, 2.º conde de Bindon (1693–1722)
- Edward Howard, 8.º conde de Suffolk (1672–1731)
- Charles Howard, 9.º conde de Suffolk (1675–1733)
- Henry Howard, 10.º conde de Suffolk (1706–1745)
- Henry Bowes Howard, 11.º conde de Suffolk, 4.º conde de Berkshire (1687–1757)
  - William Howard, Visconde Andover (1714–1756)
- Henry Howard, 12.º conde de Suffolk, 5.º conde de Berkshire (1739–1779)
- Henry Howard, 13.º conde de Suffolk, 6.º conde de Berkshire (1779–1779)
- Thomas Howard, 14º conde de Suffolk, 7.º conde de Berkshire (1721–1783)
- John Howard, 15.º conde de Suffolk, 8.º conde de Berkshire (1739–1820)
  - Charles Nevinson Howard, Visconde Andover (1775–1800)
- Thomas Howard, 16.º conde de Suffolk, 9.º conde de Berkshire (1776–1851)
- Charles John Howard, 17.º conde de Suffolk, 10.º conde de Berkshire (1804–1876)
- Henry Charles Howard, 18.º conde de Suffolk, 11.º conde de Berkshire (1833–1898)
- Henry Molyneux Paget Howard, 19.º conde de Suffolk, 12.º conde de Berkshire (1877–1917)
- Charles Henry George Howard, 20.º Conde de Suffolk, 13.º Conde de Berkshire (1906–1941)
- Michael John James George Robert Howard, 21.º conde de Suffolk, 14.º conde de Berkshire (1935–2022)
- Alexander Charles Michael Winston Robsahm Howard, 22.º conde de Suffolk, 15.º conde de Berkshire (nascido em 1974)

## Nobre atual
Alexander Charles Michael Winston Robsahm Howard, 22.º Conde de Suffolk e 15.º Conde de Berkshire (nascido em 17 de setembro de 1974) é filho do 21.º Conde. Do nascimento até 2022, ele foi conhecido formalmente como Visconde Andover, um dos títulos subsidiários de seu pai. Ele foi educado no Eton College e na Universidade de Bristol.
Ele sucedeu seu pai na nobreza em 2022.

## Outros membros da família
Vários outros membros deste ramo da família Howard também ganharam distinção. O honroso Edward Howard, filho mais novo do primeiro conde de Suffolk, foi criado Barão Howard de Escrick em 1628.  O honroso Henry Thomas Howard, segundo filho do 16.º conde, foi membro do Parlamento por Cricklade. O honroso James Howard, quarto filho do 16.º conde, foi membro do Parlamento por Malmesbury. Seu neto era o explorador e político Charles Howard-Bury. O honorável Greville Howard, filho mais novo do 19.º conde, foi membro do Parlamento por St Ives. O par vitalício, Greville Howard, Barão Howard de Rising, é bisneto do honroso Greville Howard, segundo filho do 17.º conde.